# صقر بن محمد بن صقر القاسمي
صقر بن محمد بن صقر القاسمي (توفي 2007)، أحد أفراد عائلة القاسمي المالكة، شغل منصب نائب حاكم الشارقة حتى عام 1994، وأقام في في مدينة خورفكان بدولة الإمارات العربية المتحدة، وهو الأخ الأكبر للشيخ سلطان بن محمد القاسمي حاكم إمارة الشارقة الحالي.
شغل منصب رئيس نادي الخليج الرياضي (نادي خورفكان الرياضي المحلي) ورئيس بلدية خورفكان.

## وفاته
توفي صقر في 10 ديسمبر 2007 عن عمر يناهز 73 عاماً في حادث سيارة أثناء قيادته لسيارته على طريق الفجيرة - خورفكان بعد اصطدام سيارته بشاحنة.